# ميان بنت شهاب آل سعيد
السيدة ميان بنت شهاب آل سعيد (مواليد 1993) هي فنانة عمانية وعضو في العائلة المالكة. كانت متزوجة سابقًا من ذي يزن بن هيثم آل سعيد، ولي عهد سلطنة عمان.

## النشأة
ميان هي ابنة السيد شهاب بن طارق بن تيمور آل سعيد، نائب رئيس الوزراء لشؤون الدفاع وشقيق السلطان هيثم بن طارق، والسيدة روضة بنت عبد الله بن حمد البوسعيدية، شقيقة السيدة عهد بنت عبد الله البوسعيدية. حصلت على درجة البكالوريوس في التصميم الداخلي من كلية الفنون جامعة فرجينيا كومونولث في قطر، ودرجة الماجستير في استراتيجيات وابتكارات التصميم من جامعة برونيل في لندن.

## الزواج
في يناير 2021، خُطبت ميان لابن عمها السيد ذي يزن بن هيثم آل سعيد، ولي عهد عمان. الزوجان هما أبناء عمومة مزدوجة، حيث أن آباءهما إخوة وأمهاتهما شقيقات. تزوجا في 11 نوفمبر 2021 في قاعة المازاي بقصر العلم. أحيت المغنية الإماراتية أحلام والمغنية اللبنانية ميريام فارس الحفل. انتهى الزواج في أوائل عام 2022.

## المسيرة المهنية
ميان فنانة متخصصة في التصوير الفوتوغرافي والفن الرقمي. أقامت أول معرض فردي لها بعنوان "شظايا من الخيال" في عام 2021، وبعد ذلك باعت الصور وتبرعت بالعائدات لجمعية الرحمة للأمومة والطفولة. أقيم معرضها التالي بعنوان "انعكاسات" في متحف الخليجي للفنون في لندن. هي عضو في الجمعية العمانية للتصوير الضوئي وفازت بجائزة أفضل صورة في معرضهم لعام 2016. كما فازت بجائزة "امرأة العام" من أبيكس ميديا في فئة الفنون عام 2021.
تركز مشاركاتها ورعايتها عادةً على الفنون، بما في ذلك افتتاح استوديوهات مكان، وإحياء ذكرى متحف عمان عبر الزمان، وافتتاح معرض IDF عمان. هي رئيسة جمعية التصميم العمانية التي تعمل على إبراز التراث والثقافة العمانية في تطبيقات التصميم المعاصرة، ومساعدة صناعة التصميم في عمان من خلال إنشاء شبكة من الكيانات التعليمية والحكومية والتجارية.

## اللقب والصفة
صاحبة السمو السيدة ميان بنت شهاب بن طارق آل سعيد.